# ألبرت لادينبرغ
ألبرت لادينبرغ   (2 يوليو 1842 – 15 أغسطس 1911) هو كيميائي ألماني.

## وصلات خارجية
- دليل تجميع أسرة ألبرت لادينبرغ في معهد ليو باك نيويورك
- Stammtafel der Familie Ladenburg (1882)